# Чемпіонат світу з трекових велоперегонів 1953
Чемпіонат світу з трекових велоперегонів 1953 проходив з 21 по 26 серпня 1953 року в Цюриху, Швейцарія. Усього на чемпіонаті розіграли 5 комплектів нагород — 3 серед професіоналів та 2 серед аматорів. 

## Медалісти

### Чоловіки
Професіонали
| Дисципліна                         | Золото           | Срібло             | Бронза            |
| Спринт                             | Арі ван Вліт     | Енцо Саккі         | Реґ Гарріс        |
| Індивідуальна гонка переслідування | Сідні Петтерсон  | Кей Вернер Нільсен | Антоніо Бевілаква |
| Гонка за лідером                   | Адольф Вершойрен | Роже Кюне          | Анрі Лемуан       |

Аматори
| Дисципліна                         | Золото           | Срібло           | Бронза             |
| Спринт                             | Маріно Мореттіні | Чезаре Пінарелло | Вернер Потцернхайм |
| Індивідуальна гонка переслідування | Ґвідо Мессіна    | Лоріс Кампана    | Даан де Ґроот      |

## Загальний медальний залік
| Місце  | Країна          | Золото | Срібло | Бронза | Загалом |
| ------ | --------------- | ------ | ------ | ------ | ------- |
| 1      | Італія          | 2      | 3      | 1      | 6       |
| 2      | Нідерланди      | 1      |        | 1      | 2       |
| 3      | Австралія       | 1      |        |        | 1       |
| 3      | Бельгія         | 1      |        |        | 1       |
| 5      | Франція         |        | 1      | 1      | 2       |
| 6      | Данія           |        | 1      |        | 1       |
| 7      | Велика Британія |        |        | 1      | 1       |
| 7      | ФРН             |        |        | 1      | 1       |
| Всього | Всього          | 5      | 5      | 5      | 15      |